# Acea pisică blestemată (film din 1997)
Acea pisică blestemată  (titlul original: în engleză That Darn Cat), este un film de comedie polițistă, realizat în 1997 de regizorul Bob Spiers, remake al filmului omonim din 1965, după romanul Undercover Cat al scriitorilor Gordon Gordon și Mildred Gordon, protagoniști fiind actorii Christina Ricci, Doug E. Doug, Dean Jones și George Dzundza. 

## Distribuție
- Christina Ricci – Patti Randall
- Doug E. Doug – agentul FBI Zeke Kelso
- Dean Jones – dl. Flint
- George Dzundza – căpitanul FBI, Boetticher
- Peter Boyle – Pa
- Michael McKean – Peter Randall
- Bess Armstrong – Judy Randall
- Dyan Cannon – dna. Flint
- John Ratzenberger – Dusty, un mecanic
- Megan Cavanagh – Lu, măcelarul
- Estelle Parsons – doamna în vârstă, McCracken
- Rebecca Schull – Ma
- Tom Wilson – Melvin Yazbo, un bărbat patrulator
- Brian Haley – Marvin, un bărbat patrulator
- Mark Christopher Lawrence – Rollo, mecanicul provocator
- Rebecca Koon – Lizzie
- Wilbur Fitzgerald – omul de știință